# Фельдафінг
Фельдафінг (нім. Feldafing) — громада в Німеччині, розташована в землі Баварія. Підпорядковується адміністративному округу Верхня Баварія. Входить до складу району Штарнберг.
Площа — 9,15 км2. Населення становить 4284 ос. (станом на 31 грудня 2020).